# Trishes

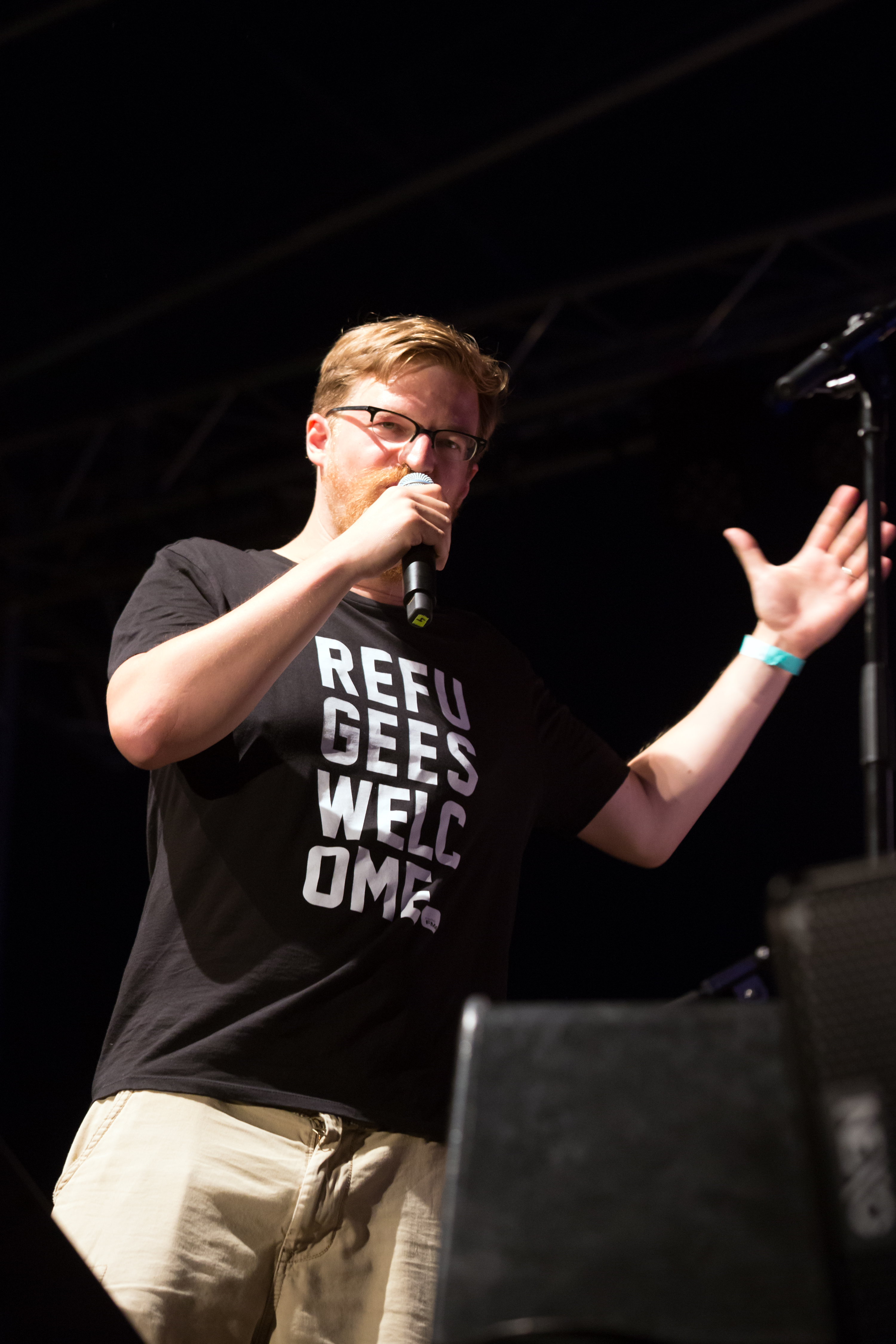
Trishes (Popfest 2015)

Trishes (eigentlich Stefan Trischler) ist ein österreichischer Musiker und Radiomoderator aus Wien. Auf FM4 moderiert er die wöchentliche Hip-Hop-Sendung Tribe Vibes. Im Jahr 2013 war er für den Amadeus Austrian Music Award in der Kategorie HipHop/R’n’B nominiert.

## Diskografie

### Alben
- 2012: 1773 x Trishes - The Luv Bug, Duzz Down San Rec.
- 2005: Trishes & Whizz Vienna* - Fly Beattown!, Beattown
- 2004: Trishes & Whizz (2) - Every Town Is Beattown, Beattown

### Singles & EPs
- 2013: 1773 x Trishes - Familiar Stranger (Cid Rim Remix) / Adesina (The Clonious Remix), Duzz Down San Rec.
- 2010: Edits, TLM Records
- 2007: Sign / New Wave, Melting Pot Music
- 2005: Trishes & Aladin Sani - Take My Hands / Turn It Up, Beattown
- 2003: Whizz Vienna* & Trishes - Beattown 02, Beattown
- 2001: Ölvis (2) & Trishes - Beattown 01, Beattown